# Habenaria schomburgkii
Habenaria schomburgkii är en orkidéart som beskrevs av John Lindley och George Bentham. Habenaria schomburgkii ingår i släktet Habenaria och familjen orkidéer. Inga underarter finns listade i Catalogue of Life.